# Robert Adolf Stemmle
Robert Adolf Stemmle, nato Robert Adolf Ferdinand Stemmle (Magdeburgo, 10 giugno 1903 – Baden-Baden, 24 febbraio 1974), è stato un regista, sceneggiatore e attore tedesco.
Dal 1932 al 1967 scrisse 86 soggetti per il cinema, e fra il 1934 e il 1970 diresse 46 film

## Biografia
Dopo aver fatto l'insegnante nella sua città natale, cominciò a lavorare in teatro come attore e autore. Trasferitosi a Berlino dal 1928, fece cabaret, fu in seguito introdotto negli ambienti del cinema da Max Reinhardt e debuttò come sceneggiatore con Erik Charell e Ludwig Berger. Era sposato con l'attrice Gerda Maurus.

## Filmografia

### Sceneggiatore
- Il grande agguato (Der Rebell), regia di Curtis Bernhardt (con il nome Kurt Bernhardt), Edwin H. Knopf e Luis Trenker - sceneggiatura (1932)
- Giovinezza (Reifende Jugend), regia di Carl Froelich - sceneggiatura (1933)
- Lisetta, regia di Carl Boese - sceneggiatura (1934)
- La kermesse eroica (La Kermesse héroïque), regia di Jacques Feyder - sceneggiatura (1935)
- La grande colpa (Ich war Jack Mortimer), regia di Carl Froelich - sceneggiatura (1935)
- Desiderio (Desire), regia di Frank Borzage - soggetto (1936)
- Sherlock Holmes (Der Mann, der Sherlock Holmes war), regia di Karl Hartl - sceneggiatura (1937)
- Herr Sanders lebt gefährlich, regia di Robert A. Stemmle (1944)
- L'ultimo testimone (Der letzte Zeuge), regia di Wolfgang Staudte - soggetto (1960)

### Regista
- So ein Flegel (1934)
- Der Raub der Sabinerinnen (1936)
- Daphne und der Diplomat (Dafne e il diplomatico) (1937)
- Gleisdreieck (1937)
- Johann (1943)
- Herr Sanders lebt gefährlich (1944)
- Ballata berlinese (Berliner Ballade) (1948)
- Abbiamo vinto! (1950)
- Das Licht der Liebe (1954)